# When the Kite String Pops
When the Kite Pops је дебитантски албум америчке слаџ метал групе Есид Бет. Објављен 8. августа 1994. године, овај албум се сматра андерграунд класиком. Илустрација са омота албума је слика направљена од стране озлоглашеног серијског убице, Џона Вејна Гејсија, коју је осликао док је боравио у затвору и чекао смртну казну. Балони у доњем делу слике садрже његово име "J.W Gacy", као и његов надимак "Pogo the Clown". На Double Live Bootleg! DVD из 2002. године, Декс Ригз је најавио песму "Tranquilized" рекавши: "Ова песма је о дрогирању, на било који начин то радили, а потом шутирању земље испод ваших ногу" и песму "Cheap Vodka" рекавши: "Ова песма је о пијанству и убијању ствари, крви, сексу и богохуљу". Песма "Toubabo Koomi" у преводу са кајунског француског значи "Земља белих канибала". То је уједно и једина Есид Бет песма која има спот. Песма "God Machine" почиње рецитатом Декса Ригза. 
1999. године, број продатих копија овог албума је био нешто преко 37,000 у САД, што је изнад просека за бендове који немају публицитета и издали су албум искључиво преко независне издавачке куће.

## Песме
| №               | Назив                          | Трајање |  |
| 1.              | The Blue                       | 6:13    |  |
| 2.              | Tranquilized                   | 4:14    |  |
| 3.              | Cheap Vodka                    | 2:14    |  |
| 4.              | Finger Paintings of the Insane | 6:04    |  |
| 5.              | Jezebel                        | 4:53    |  |
| 6.              | Screams of the Butterfly       | 6:14    |  |
| 7.              | Dr. Seuss Is Dead              | 6:04    |  |
| 8.              | Dope Fiend                     | 5:19    |  |
| 9.              | Toubabo Koomi                  | 5:01    |  |
| 10.             | God Machine                    | 5:00    |  |
| 11.             | The Mortician's Flame          | 4:05    |  |
| 12.             | What Color Is Death?           | 3:19    |  |
| 13.             | The Bones of Baby Dolls        | 6:00    |  |
| 14.             | Cassie Eats Cockroaches        | 4:22    |  |
| Укупно трајање: | Укупно трајање:                | 69:02   |  |

14. песма са албума "Cassie Eats Cockroaches" користио аудио клипове из филма A Clockwork Orange, режисера Стенлија Кјубрика, као и из филма Blue Velvet, режисера Дејвида Линча.

## Чланови

### Есид Бет
- Декс Ригз - Вокали
- Оди Питре - Бас гитара
- Џими Кајл - Бубњеви
- Мајк Санчез - Гитаре, вокали
- Семи Пјер Дует - Гитаре, вокали

### Продукција
- Есид Бет - Продуцент
- Спајк Кесиди - Продуцент, инжињер, миксер, мастеринг
- Грег Тројнер - Продуцент, инжињер, миксер
- Еди Шрејер - мастеринг